# Présidence luxembourgeoise du Conseil de l'Union européenne en 1997
La présidence luxembourgeoise du Conseil de l'Union européenne en 1997 désigne la dixième présidence du Conseil de l'Union européenne, effectuée par le Luxembourg depuis la création de l'Union européenne en 1958.
Elle fait suite à la présidence néerlandaise de 1997 et précède celle de la présidence britannique du Conseil de l'Union européenne à partir du 1er janvier 1998.